# Juan Manuel Arza Muñuzuri
Juan Manuel Arza Muñuzuri   (Estella, 17 d'octubre de 1932 - 15 de març de 2019) va ser un advocat i polític navarrès, president de la Diputació Foral de Navarra entre 1980 i 1984.
Va ser alcalde d'Estella. A les eleccions al Parlament Foral del 3 d'abril de 1979 és elegit diputat foral per la Merindad d'Estella en encapçalar la llista d'Unió de Centre Democràtic, la més votada en la seva circumscripció. Li va correspondre el càrrec de vicepresident, per edat, en constituir-se la Diputació.
En 1980 va passar a exercir interinament la presidència de la Diputació en aprovar-se la destitució com a President de Jaime Ignacio del Burgo. El setembre del 1980 va ser escollit President de la Diputació Foral com a candidat proposat per UCD.
Durant el seu mandat va presidir, per part de Navarra, la comissió que va negociar amb l'Estat, entre 1980 i 1982, el Pacte d'Amillorament i Reintegració del Règim Foral de Navarra, aprovat per Llei Orgànica de 16 d'agost de 1982, i que va suposar, entre altres coses, la conversió de la Diputació Foral de Navarra en el Govern de Navarra.
El gener de 1984, després de la restitució de Jaime Ignacio del Burgo Tajadura en la presidència de la Diputació, va tornar a la seva anterior condició.